# Линия 5 (Стамбульский метрополитен)
Линия M5 "Ускюдар - Центр Самандыра" (тур. M5 Üsküdar - Samandıra Merkez) — линия Стамбульского метро. Вторая линия, построенная полностью в азиатской части Стамбула, после линии 4.

## Карта Линии

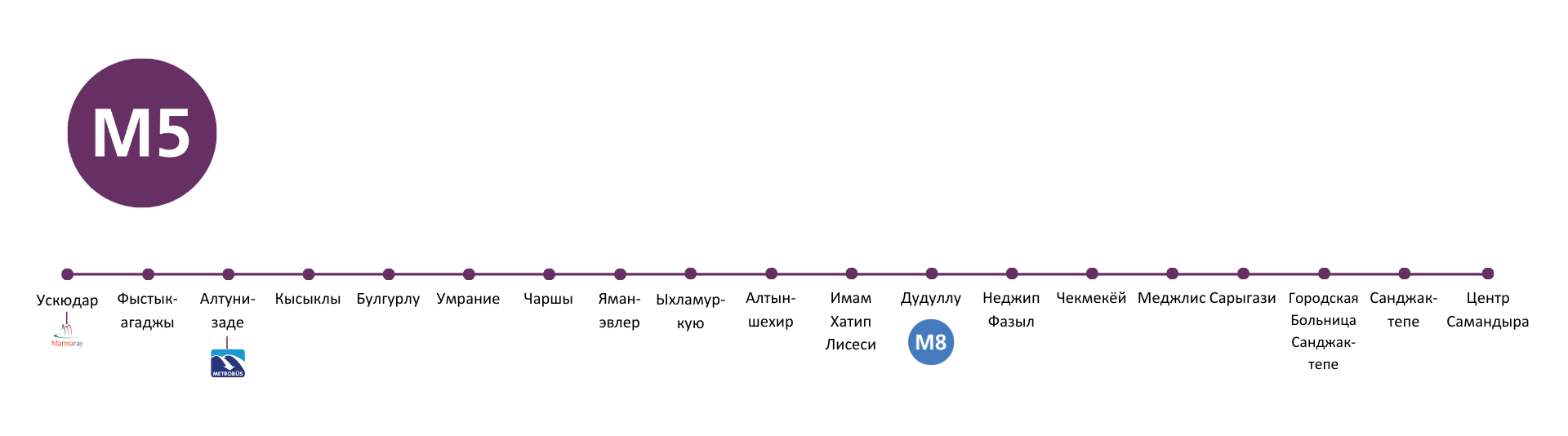
Карта метро линии 5 (Стамбульский метрополитен)

## Описание
Линия проходит с запада на восток азиатской части города. Строительство началось 20 марта 2012 года. Проект обошёлся Министерству транспорта Турции в €574 млн. Строительство ведёт компания Doğuş Construction Group. Открытие линии ожидается в 2017 году.
В 2017 году состоялось торжественное открытие первого участка из 9 станций. Это первая линия в Стамбульском метрополитене и в Турции, которая полностью автоматизированна, поезда работают без машинистов и на всех станциях установлены автоматические платформенные ворота.

## Станции
| №  | Станция                          | Район       | Пересадка    |
| -- | -------------------------------- | ----------- | ------------ |
| 1  | Ускюдар                          | Ускюдар     | Мармарай     |
| 2  | Фыстыкагаджы                     | Ускюдар     |              |
| 3  | Багларбашы                       | Ускюдар     |              |
| 4  | Алтунизаде                       | Ускюдар     | Метробус     |
| 5  | Кысыклы                          | Ускюдар     |              |
| 6  | Бульгурлу                        | Ускюдар     |              |
| 7  | Умрание                          | Умрание     |              |
| 8  | Чаршы                            | Умрание     |              |
| 9  | Яманэвлер                        | Умрание     |              |
| 10 | Чакмак                           | Умрание     |              |
| 11 | Ыхламурькую                      | Умрание     |              |
| 12 | Алтыншехир                       | Умрание     |              |
| 13 | Лицей Имама Хатипа               | Умрание     |              |
| 14 | Дудуллу                          | Умрание     | Линия 8      |
| 15 | Неджип Фазыл                     | Умрание     |              |
| 16 | Чекмекёй                         | Чекмекёй    |              |
| 17 | Меджлис                          | Санджактепе |              |
| 18 | Сарыгази                         | Санджактепе |              |
| 19 | Городская Больница в Санджактепе | Санджактепе | в разработке |
| 20 | Санджактепе                      | Санджактепе |              |
| 21 | Центр Самандыра                  | Санджактепе |              |